# Concierto para clavecín en re menor, BWV 1052
El Concierto para clavecín en Re menor, BWV 1052, es un concierto para clavecín y orquesta de cuerda de Johann Sebastian Bach . Es el primero de los conciertos de clavecín de Bach. Tiene 3 movimientos: 
1. Allegro.
2. Adagio.
3. Allegro.

## Historia
El primer manuscrito sobreviviente del concierto puede fecharse en 1734; fue hecho por el hijo de Bach, Carl Philipp Emanuel, y contenía solo las partes orquestales, la parte del clavicémbalo fue agregada más tarde. Esta versión se conoce como BWV 1052a. La versión definitiva BWV 1052 fue registrada por el propio Bach en el manuscrito autógrafo de los ocho conciertos para clavecín BWV 1052-1058, realizado alrededor de 1738.
En la segunda mitad de la década de 1720, Bach ya había escrito versiones de los tres movimientos del concierto para dos de sus cantatas con órgano obbligato como instrumento solista: los dos primeros movimientos para la sinfonía y el primer movimiento coral de Wir müssen durch viel Trübsal en das Reich Gottes eingehen, BWV 146 (1726); y el último movimiento para la introducción sinfónica de Ich habe meine Zuversicht, BWV 188 (1728). En estas versiones de la cantata, la orquesta se amplió mediante la adición de los oboes.
Al igual que los otros conciertos para clavecín, el BWV 1052 generalmente se cree que es una transcripción de un concierto perdido compuesto en Cöthen o Weimar. Comenzando con Wilhelm Rust y Philipp Spitta, muchos estudiosos sugirieron que el instrumento melódico original era probablemente el violín, debido a las muchas figuraciones violinísticas en la parte solista: técnicas de cuerda abierta y cruce de cuerdas, todas muy virtuosas.Williams (2016) ha especulado que las copias de las partes orquestales hechas en 1734 (BWV 1052a) podrían haber sido utilizadas para una interpretación del concierto con Carl Philipp Emanuel como solista. Ha habido varias reconstrucciones del concierto para violín; Fernando David hizo una en 1873; Robert Reitz en 1917; y Wilfried Fischer preparó una para el Volumen VII/7 del Neue Bach Ausgabe en 1970 basado en el concierto BWV 1052. En 1976, para resolver los problemas de interpretación en la reconstrucción de Fischer, Werner Breig sugirió correcciones basadas en la parte del órgano obbligato en las cantatas y BWV 1052a. La conjetura sobre el concierto para violín original no fue aceptada por Christoph Wolff ni por Peter Wollny. En el siglo XXI, la academia se ha alejado de cualquier consenso sobre un original para violín. En 2016, por ejemplo, dos destacados académicos de Bach, Christoph Wolff y Gregory Butler, publicaron investigaciones independientes que llevaron a cada uno a concluir que la forma original de BWV 1052 fue un concierto para órgano.
Como Werner Breig ha demostrado, el primer concierto para clavecín que Bach ingresó en el manuscrito autógrafo fue BWV 1058, una adaptación directa del concierto para violín en La menor. Abandonó la siguiente entrada BWV 1059 después de solo unos pocos compases para comenzar a establecer BWV 1052 con un enfoque mucho más completo para recomponer el original que simplemente adaptar la parte del instrumento de melodía.

## Estructura
|            |           |            |
| 1. Allegro | 2. Adagio | 3. Allegro |

Orquesta: clavecín solo, violín I / II, viola, continuo (violonchelo, violone)
El concierto tiene similitudes con el muy virtuoso concierto de violín Grosso Mogul de Vivaldi, RV 208, que Bach había transcrito previamente para órgano solo con el número de catálogo BWV 594. Es uno de los mejores conciertos de Bach, en palabras de Jones (2013): "transmite una sensación de gran poder elemental ". Este estado de ánimo se crea en las secciones iniciales de los dos movimientos exteriores. Ambos comienzan a la manera de Vivaldi con la escritura al unísono en las secciones de ritornello: el último movimiento comienza de la siguiente manera:
Bach luego procede a yuxtaponer pasajes en la clave de Re menor con pasajes en La menor: en el primer movimiento esto se refiere a los primeros 27 compases; y en los últimos los primeros 41 compases. Estos cambios algo abruptos en la tonalidad transmiten el espíritu de un tipo de música modal más antiguo. En ambos movimientos, las secciones A están bastante ligadas al material ritornello que se intercala con breves episodios para el clavecín. Las secciones centrales B de ambos movimientos se desarrollan libremente y son altamente virtuosas; están llenas de figuraciones violinísticas que incluyen reelaboraciones de teclado de bariolage, una técnica que se basa en el uso de las cuerdas abiertas del violín. La sección B en el primer movimiento comienza con figuras repetidas de notas de bariolage:
que, cuando se repiten más tarde, se vuelven cada vez más virtuosos y eventualmente se funden en brillantes figuras de fusas de filigrana, típicas del clavecín, en el episodio final extendido como cadenza antes del ritornello final.
Durante el primer movimiento, la parte del clavecín también tiene varios episodios con "perfidia", los mismos patrones de semicorchea de media barra que se repiten durante un periodo prolongado. Ambos movimientos externos están en una forma A-B-A': la sección A del primer movimiento está en los compases 1-62, la sección B comienza con el pasaje de bariolage y dura desde el compás 62 hasta el 171; la sección A' comienza en el compás 172 hasta el final. La sección A del movimiento final se encuentra en los compases 1–84; la sección B en los compases 84–224 y la sección A ' desde el compás 224 hasta el final. En el primer movimiento, la sección central está en las tonalidades de re menor y mi menor; mientras el último movimiento las tonalidades son re menor y la menor. Al igual que en las secciones iniciales, los cambios entre las dos tonalidades menores son repentinos y pronunciados. En el primer movimiento, Bach crea otro efecto igualmente dramático al interrumpir los implacables pasajes de tonalidades menores con declaraciones del tema ritornello en tonalidades mayores. Jones describe estos momentos de alivio como un "rayo de luz repentino e inesperado".
El material temático altamente rítmico de la parte del clavecín solo en el tercer movimiento tiene semejanzas con la introducción del tercer Concierto de Brandemburgo.
En ambas secciones B, Bach agrega características inesperadas: en el primer movimiento, lo que debería ser el último ritornello se ve interrumpido por un breve episodio de perfidia que se acumula hasta el verdadero ritornello; de manera similar en el último movimiento, después de cinco compases de ritornello orquestal que marcan el comienzo de la sección A', el material temático del clavecín introduce un episodio altamente virtuoso de 37 compases desarrollado libremente y que culmina en un calderón (para una cadencia extemporizada) antes de la conclusión del ritornello de 12 compases.
El movimiento lento, un Adagio en sol menor con un ritmo de 3
4, se basa en un bajo ostinato que se toca al unísono por toda la orquesta y el clavecín en el ritornello de apertura.
Continúa a lo largo de la pieza proporcionando los cimientos sobre los cuales el clavecín solista hace girar una línea melódica florida y ornamentada en cuatro episodios largos.
La tonalidad subdominante de sol menor también juega un papel relevante en los movimientos externos, en los pasajes de puente entre las secciones B y A'. De manera general,Jones (2013) ha señalado que las tonalidades predominantes en los movimientos exteriores se centran alrededor de las cuerdas abiertas del violín.

## Recepción
Varias copias manuscritas del concierto, el método estándar de transmisión, sobreviven desde el siglo XVIII. Por ejemplo, hay copias de Johann Friedrich Agricola de 1740, aproximadamente; de Christoph Nichelmann y un transcriptor desconocido de principios de la década de 1750. Su primera publicación impresa fue en 1838, realizado por la editorial Kistner.
En la primera década del siglo XIX, la virtuosa del clavecín y tía abuela de Félix Mendelssohn, Sara Levy, ofreció presentaciones públicas del concierto en Berlín en la Sing-Akademie, establecida en 1791 por el clavecinista Carl Friedrich Christian Fasch y posteriormente dirigida por el profesor de Mendelssohn, Carl Friedrich Zelter. En 1824, la hermana de Mendelssohn, Fanny, interpretó el concierto en el mismo lugar. En 1835, Mendelssohn tocó el concierto en su primer año como director de la Gewandhaus en Leipzig. Hubo más interpretaciones del concierto en la sala Gewandhaus en 1837, 1843 y 1863.
Ignaz Moscheles, un amigo y maestro de Mendelssohn, así como un compañero devoto de Bach, ofreció la primera presentación del concierto en Londres en 1836 en un concierto benéfico, agregando una flauta y dos clarinetes, fagotes y cornos franceses a la orquesta. En una carta a Mendelssohn, reveló que pretendía que la sección de instrumentos de viento de madera tuviera "la misma posición en el Concierto que el órgano en la interpretación de una misa". Posteriormente, Robert Schumann describió la reorganización de Moscheles como "muy hermosa". Al año siguiente, Moscheles interpretó el concierto en la Academia de Música Antigua con la orquestación de cuerdas original de Bach. The Musical World informó que Moscheles "obtuvo semejantes testimonios inequívocos de deleite, que el círculo tranquilo de los suscriptores de Ancient Concert rara vez entrega".
En 1838 el concierto fue publicado en Leipzig. Johannes Brahms más tarde compuso una cadencia para el último movimiento del concierto, que se publicó póstumamente.